# Liebes
Die unbewohnte kleine Insel Liebes liegt in der Ostsee, im Varbelvitzer Bodden zwischen den Inseln Rügen und Ummanz. Sie ist gut 1000 Meter lang, bis zu 200 Meter breit und lediglich 1,5 Meter hoch. Sie gehört zur Gemeinde Ummanz. Der Name der Insel könnte vom slawischen Lipa = Linde abstammen. 
Genau wie die drei sehr kleinen Nachbarinseln Urkevitz, Mährens und Wührens liegt sie im Nationalpark Vorpommersche Boddenlandschaft und darf als Vogelschutzgebiet grundsätzlich nicht ohne Genehmigung betreten werden.

## Nachweise
1. ↑  Geodatenviewer des Amtes für Geoinformation, Vermessungs- und Katasterwesen Mecklenburg-Vorpommern (Hinweise)
2. ↑  Claudia Rusch: Mein Rügen. Mareverlag, Hamburg 2010